# Turismo in Nepal

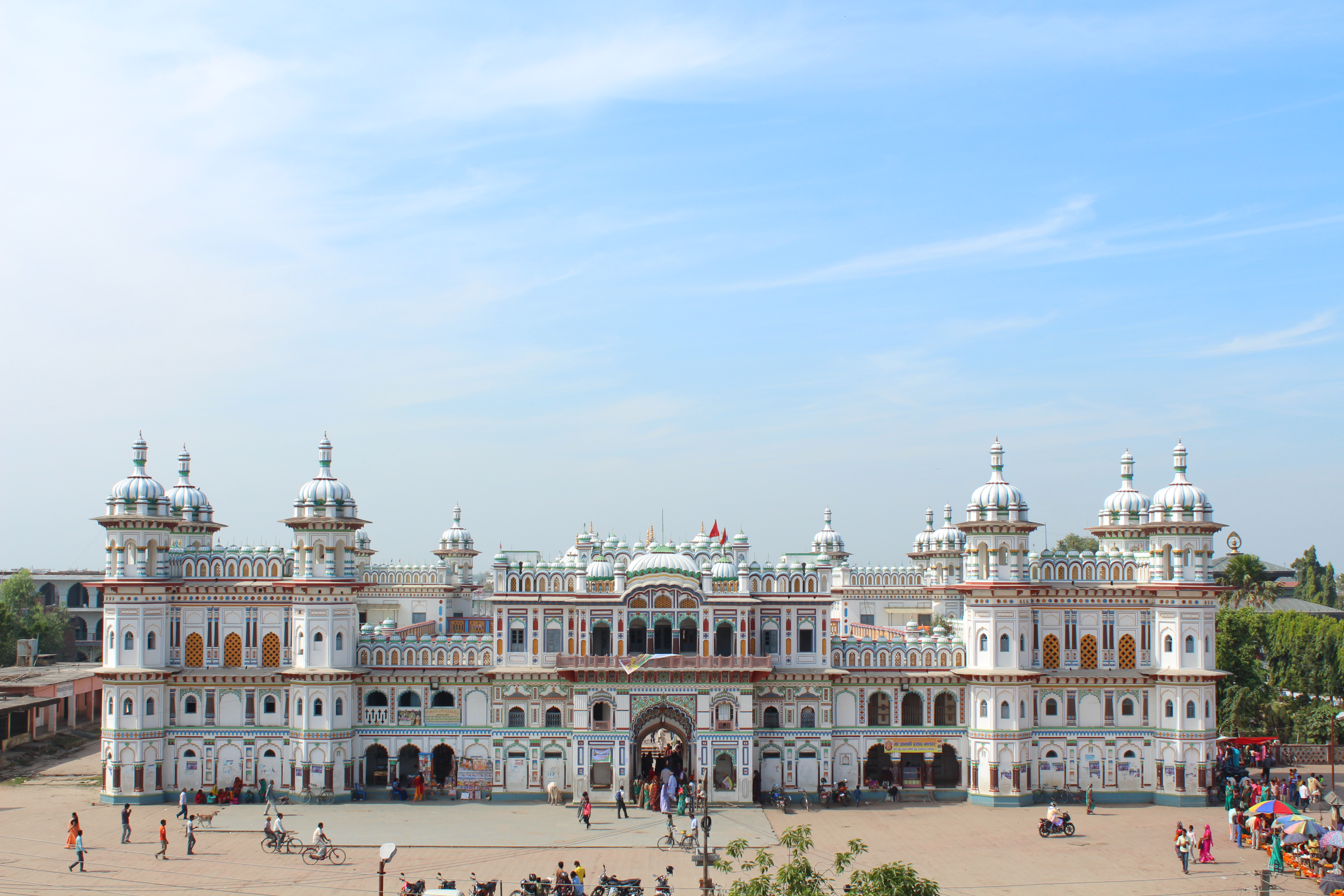
Panoramica dello Janaki mandir, luogo ove la dea indiana Sītā ha sposato il principe Rāma.

Il turismo è la più grande fonte d'introiti di valuta straniera del Nepal e la più vasta industria come entrata economica. In possesso di otto delle dieci più alte montagne del mondo, il paese è una delle destinazioni più importanti per l'alpinismo globale, per gli scalatori e per tutte le persone in cerca di avventura. Anche il patrimonio religioso/spirituale dell'induismo e del buddhismo costituiscono parte delle sue più importanti attrazioni.

## Panoramica

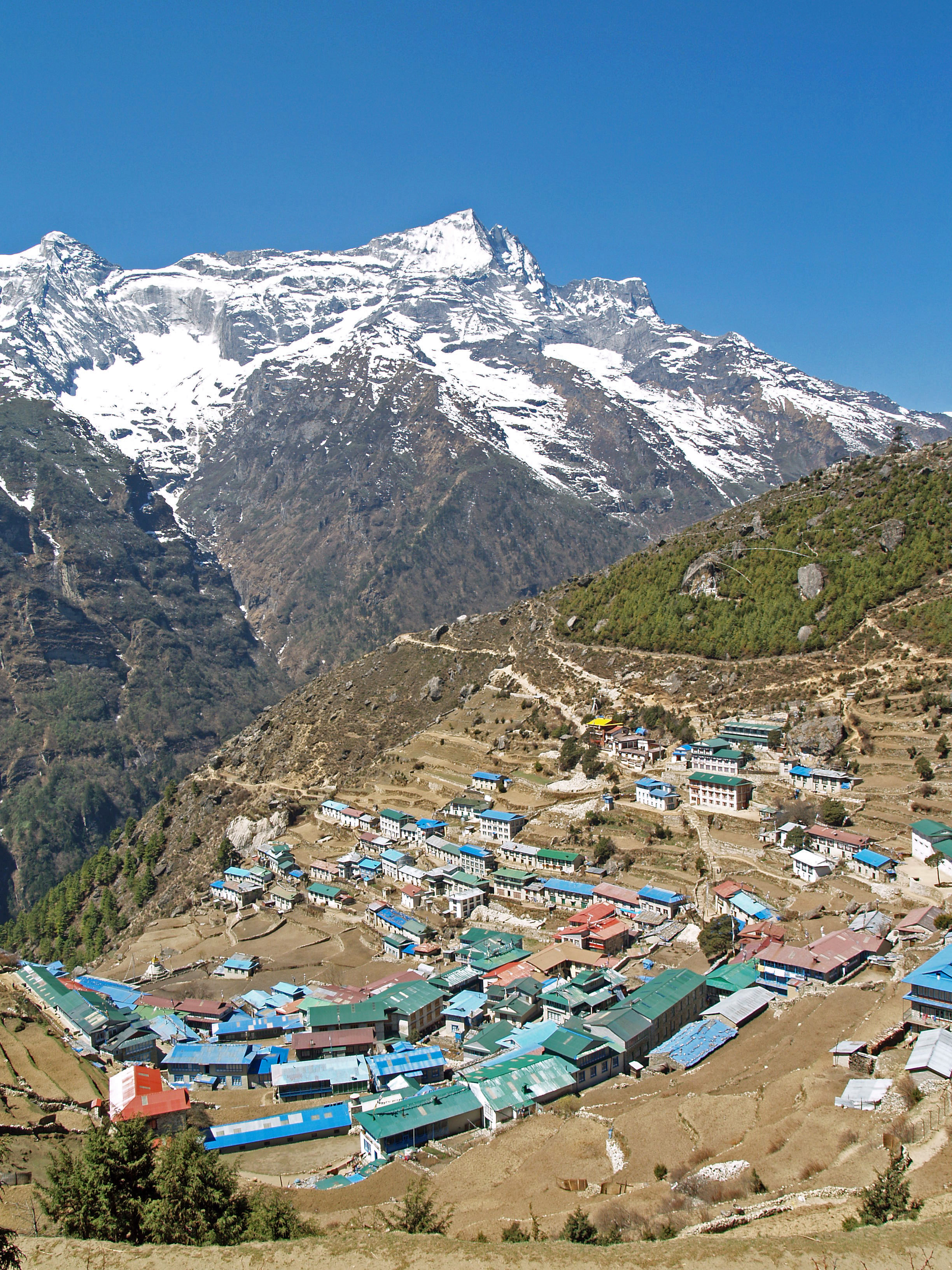
Namche Bazar, porta d'ingresso al monte Everest, ricoperto dal manto nevoso.

Il monte Everest, la montagna con la vetta più alta del mondo, si trova sul confine del Nepal con il Tibet; ma oltre all'alpinismo, anche altri tipi di turismo d'avventura e di ecoturismo, sono attrazioni importanti per i visitatori. La cittadina di Lumbini, luogo di nascita di Gautama Buddha, si trova nel sud della regione occidentale nepalese; vi sono anche altri importanti luoghi di pellegrinaggio religioso sparpagliati in tutto lo stato. L'industria turistica è intesa come un modo di alleviare la povertà e per raggiungere una maggiore equità sociale interna.
Secondo le statistiche del 2012, vi è stata una crescita rispetto agli anni precedenti del 9,8%; secondo i dati del "Nepal Tourism Board (NTB)", un totale di poco meno di 600.000 turisti stranieri sono entrati nel paese per via aerea, sempre nel 2012. Il governo aveva dichiarato il 2011 il "Nepal Tourism Year", sperando di attirare almeno un milione di turisti stranieri entro l'anno; ha inoltre dichiarato proprio Lumbini meta di promozione turistica 2012.
Il turismo in Nepal è stato duramente colpito, almeno temporaneamente, dal terremoto del Nepal del 25 aprile 2015.

## Statistica

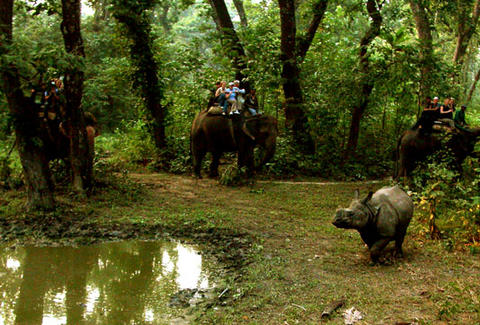
Safari sull'elefante asiatico in mezzo ai rinoceronti

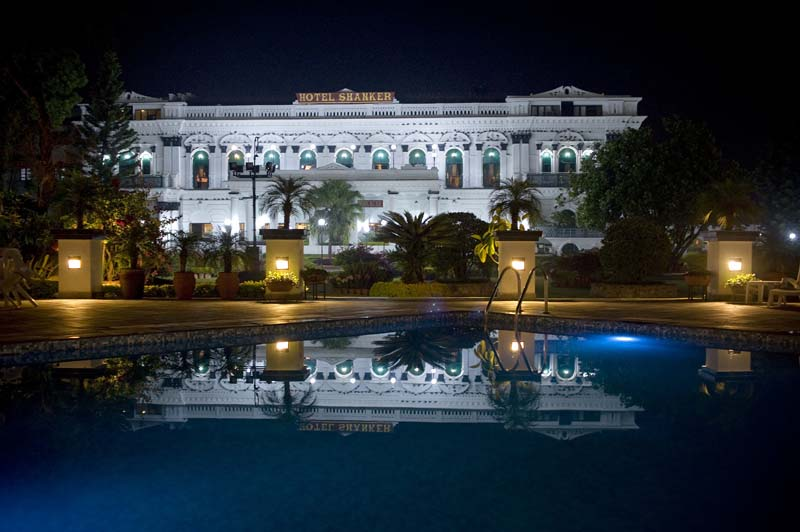
Visione notturna dell'Hotel Shanker di Kathmandu

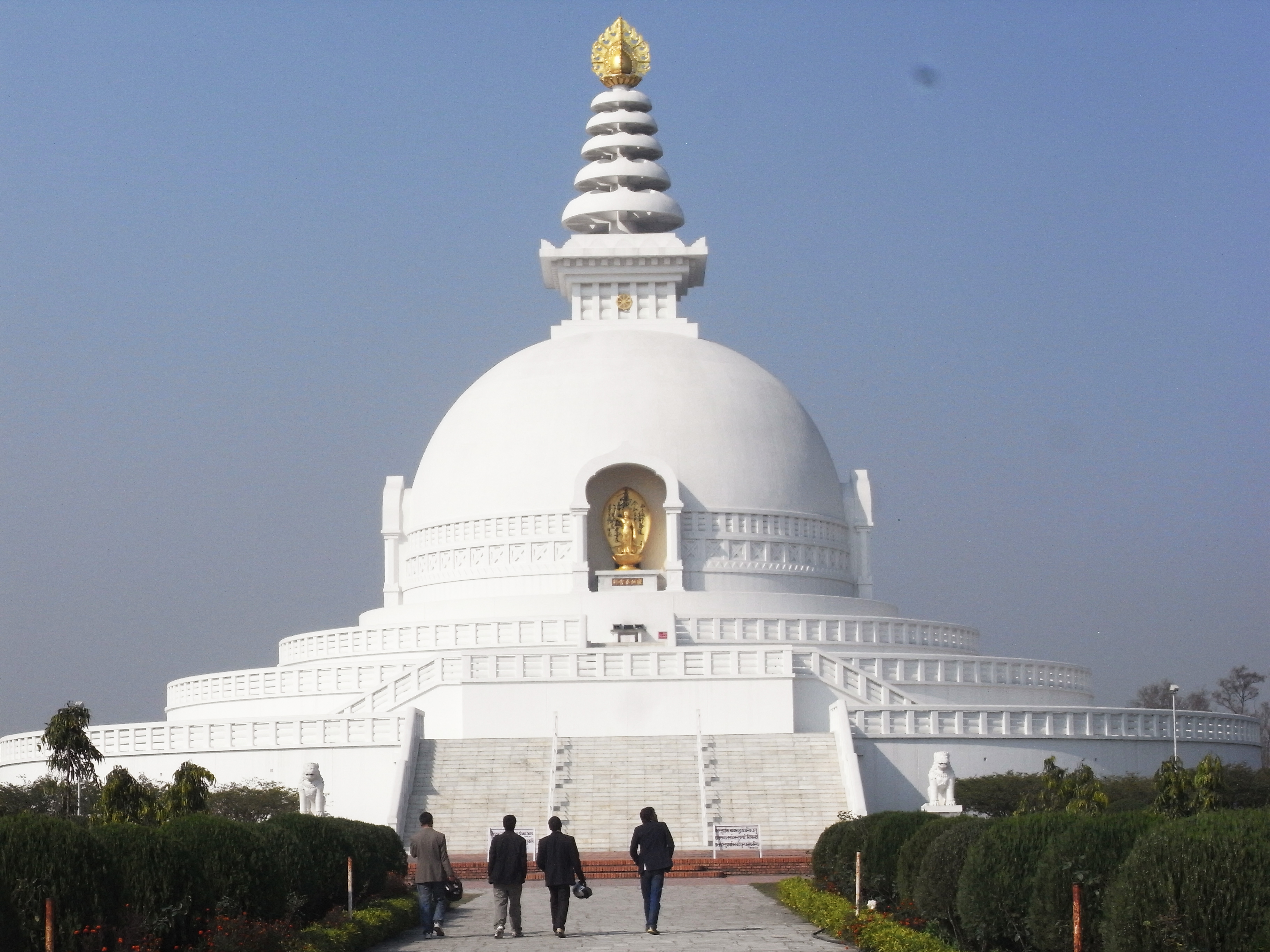
Il grande stupa della pace a Lumbini

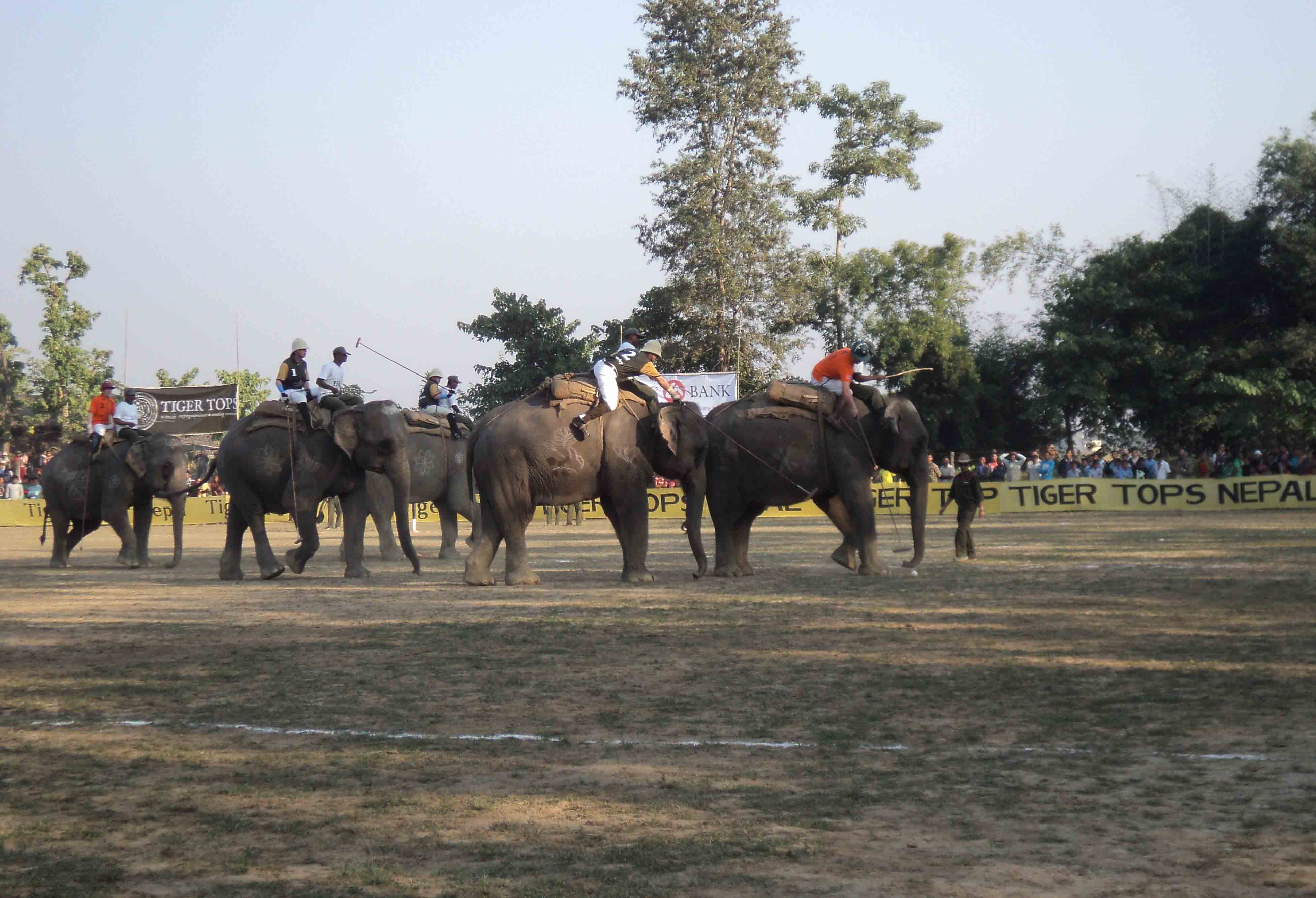
Partita di polo sugli elefanti al parco nazionale di Chitwan

Nel 2007, il numero di turisti internazionali in visita il Nepal è stato 526.705, con un aumento del 37,2% rispetto all'anno precedente. Nel 2008, il numero di turisti è diminuito del 5% a 500.277.
Nel 2008, il 55,9% dei visitatori stranieri è venuto dall'Asia (il 18,2% dell'India), mentre gli europei occidentali rappresentavano il 27,5%, 7,6% erano provenienti dall'America del Nord, il 3,2% dall'Australia e dalla regione dell'oceano Pacifico, il 2,6% dall'Europa orientale, l'1.5 % dall'America Latina, lo 0,3% dall'Africa e l'1,4% da altri paesi.
I turisti stranieri che visitarono il Nepal nel 2008 sono rimasti nel paese per una media di 11,78 giorni.

### Arrivi
| Anno | Numero di turisti internazionali giunti in Nepal | Variazione in percentuale rispetto all'anno precedente |
| ---- | ------------------------------------------------ | ------------------------------------------------------ |
| 1995 | 363,395                                          |                                                        |
| 1996 | 393,613                                          | 8.3                                                    |
| 1997 | 421,857                                          | 7.2                                                    |
| 1998 | 463,684                                          | 9.9                                                    |
| 1999 | 491,504                                          | 6.0                                                    |
| 2000 | 463,646                                          | -5.7                                                   |
| 2001 | 361,237                                          | -22.1                                                  |
| 2002 | 275,468                                          | -23.7                                                  |
| 2003 | 338,132                                          | 22.7                                                   |
| 2004 | 385,297                                          | 13.9                                                   |
| 2005 | 375,398                                          | - 2.6                                                  |
| 2006 | 383,926                                          | 2.3                                                    |
| 2007 | 526,705                                          | 37.3                                                   |
| 2008 | 500,277                                          | -5.0                                                   |
| 2009 | 509,956                                          | 1.89                                                   |
| 2010 | 602,855                                          | 18.2                                                   |
| 2011 | 736,215                                          | 21.4                                                   |
| 2012 | 803,092                                          | 9.1                                                    |
| 2013 | 797,616                                          | -0.7                                                   |
| 2014 | 790,118                                          | -0.9                                                   |
| 2015 | 538,970                                          | -31                                                    |
| 2016 | 753,002                                          | +40                                                    |
| 2017 | 940,218                                          | +24.8                                                  |
| 2018 | 1,173,072                                        | +24.8                                                  |
| 2019 | 1,197,191                                        | +2.1                                                   |

## Turismo naturalistico

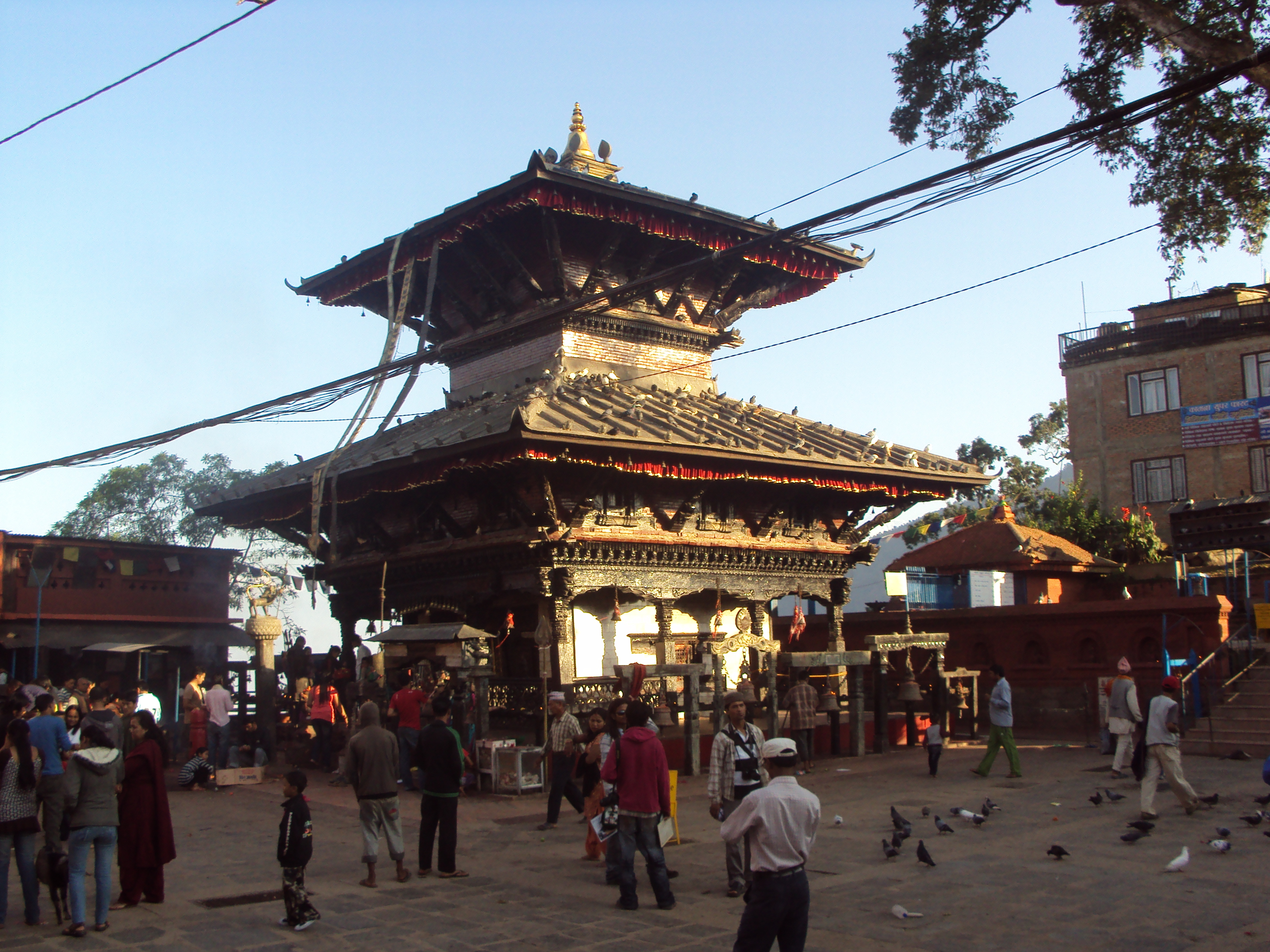
Veduta del tempio Manakamana

Secondo il Ministero del Turismo, le principali attività turistiche includono le avventure nella natura come le gite in mountain bike, il bungee jumping, l'arrampicata e l'alpinismo, il trekking e l'escursionismo a piedi, il birdwatching, il parapendio e il volo in mongolfiera sopra le montagne dell'Himalaya, l'esplorazione dei corsi d'acqua in gommone, kayak o canoa ed infine i safari nella giungla (quest'ultima soprattutto nella regione del Terai).

## Siti religiosi
La principale tra le religioni in Nepal è l'induismo ed il tempio di Pashupatinath, il più grande tempio al mondo dedicato al Signore Shiva, che si trova a Kathmandu, attrae molti pellegrini e turisti. Altri luoghi di pellegrinaggio indù sono il complesso templare di Swargadwari nel distretto di Pyuthan; lo Janaki Mandir a Janakpur si trova nella regione di Mithila; il lago Gosaikunda vicino a Dhunche; i templi di Devghat; il tempio Manakamana nel distretto di Gorkha; il tempio di Pathibhara Devi vicino a Phungling e lo "Mahamrityunjaya Shivasan Nepal" nel Distretto di Palpa dove si trova il più grande idolo metallico di Shiva esistente al mondo.
Il Buddhismo costituisce la più grande minoranza religiosa del paese. Il sito Patrimonio mondiale di Lumbini, che è tradizionalmente considerato il luogo di nascita di Gautama Buddha, è un importante luogo di pellegrinaggio. Un altro sito buddhista importante è Swayambhunath, il tempio delle scimmie, a Kathmandu.

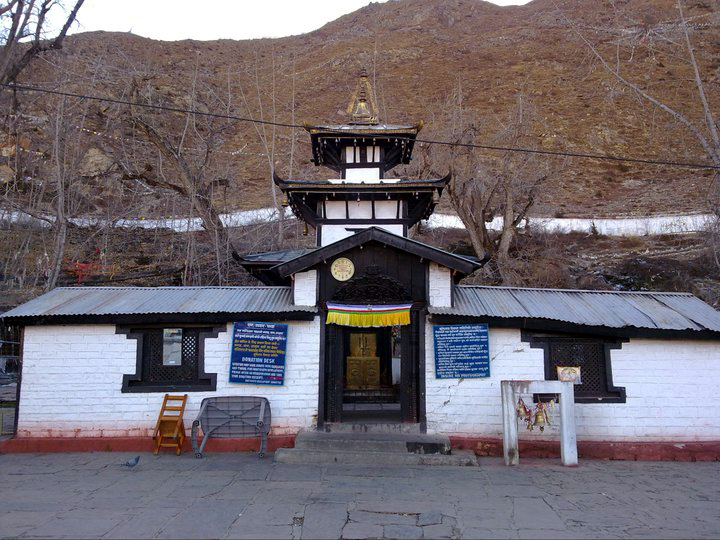
Il tempio di Muktinath

La valle interna del Terai di Dang è un luogo sacro sia per gli indù che per le altre religioni indiane. Kalika e Malika Devi nella collina di Chhillikot, il tempio Ambekeshawori, il tempio di Krishna, il tempio Dharapani sono tra i luoghi sacri presenti nel distretto di Dang. La collina di Chillikot è anche un buon posto per visitare la città e un antico palazzo reale.
Il tempio di Muktinath è un luogo sacro per gli indù e per i buddhisti. Il sito si trova nella Valle di Muktinath nel distretto di Mustang.